# Олена (фільм, 2011)
«Олена» (рос. Еле́на) — російська кінодрама, що розповідає про класове розшарування сучасної Москви, режисера Андрія Звягінцева. Прем'єра фільму відбулася на Каннському кінофестивалі 2011 року. Головні ролі зіграли режисер Андрій Смирнов та Надія Маркіна, що отримала за цю роль премію «Ніка».
Фільм показали у 45 країнах, в тому числі в США, Польщі та Франції. Фільм позитивно сприйняли багато світових кінокритиків. На Каннському фестивалі фільм отримав спеціальний приз журі каннської програми «Особливий погляд». Крім того, картину назвали найкращою за минулий рік на церемонії нагородження премії «Золотий орел», а режисера стрічки нагородили «Золотим орлом» та «Нікою». Прем'єрний показ стрічки Олена по центральному російському телебаченню, що відбувся в листопаді 2011 (ще до закінчення офіційного прокату), викликав велику цікавість.

## Сюжет
Два роки тому пристарілий та забезпечений підприємець Володимир (Андрій Смірнов) оформив шлюб зі своєю співмешканкою Оленою (Надія Маркіна) після майже восьмирічного життя разом. У них є діти від попередніх шлюбів: в Олени — безробітний підкаблучник, який нічого не прагне у житті, Сергій (Олексій Розін), що не може впоратися з труднощами при забезпеченні своєї сім'ї, яка росте, у Володимира — безсімейна та безтурборна дочка Катерина (Олена Лядова). Внуку Олени Олександру (Ігор Огурцов), потрібні гроші для вступу в університет, інакше його заберуть в армію. Олена звертається з проханням про фінансову допомогу до свого чоловіка. Володимир потрапляє з інфарктом в лікарню, де його навідує дочка. Після розмови з дочкою він відмовляє Олені в її прохані та вирішує скласти заповіт: після смерті все його майно дістанеться Катерині, а Олена отримає пожиттєву ренту.
Олена вбиває Володимира, підсипавши в його ліки «Віагру», та спалює чорновики заповіту. Через відсутність задокументованого заповіту все майно ділиться порівну між дружиною — Оленою та дочкою — Катериною. Олена, забравши гроші з сейфа, де Володимир їх зберігав вдома, віддає їх своєму синові, Сергію. Коли в районі, де він мешкає з сім'єю, зникає світло його син Олександр вибігає з квартири та бере участь в масовій бійці підлітків біля ТЕЦ. У фіналі стрічки сім'я Олени влаштовується у квартирі, де раніше жила з Володимиром.

## В ролях
| Актор             | Роль                           |
| ----------------- | ------------------------------ |
| Надія Маркіна     | Олена                          |
| Андрій Смирнов    | Володимир                      |
| Олена Лядова      | Катерина дочка Володимира      |
| Олексій Розін     | Сергій син Олени               |
| Євгенія Конушкіна | Тетяна дружина Сергія          |
| Ігор Огурцов      | Олександр син Сергія та Тетяни |

## Створення

### Задум та написання сценарію
Перші думки про створення подібного фільму з'явилися у Звягінцева в лютому 2009 року, коли британський продюсер Олівер Данґі, з яким він працював на зйомках стрічки «Нью-Йорку, я люблю тебе», подав ідею про створення проекту, режисерами якого стануть чотири людини із Північної та Південної Америк, Європи та Азії. Роботу об'єднує тема Апокаліпсису. Данґі пропонував трактувати це широко: від «Жертвоприношення» Тарковського до «Професії: репортер» Антоніоні. Звягінцев зізвонився з близьким другом, письменником Олегом Нєгіним, разом з яким увесь наступний місяць вони роздумували над сюжетом майбутньої стрічки. Одного разу вночі Негін зателефонував Звягінцеву та розказав історію із свого життя, яку пізніше втілили в сценарії, написаному за 8-10 днів.
Після коректури сценарію Звягінцев надіслав його Данґі, який відреагував на це словами: «Хлопці, що ж ви робите? Я пропоную вам проект на 7-8 мільйонів доларів, а ви мені на 2,5, історію двох пенсіонерів в одному інтер'єрі». Фільм повинен був зніматися англійською мовою в США чи Англії під робочою назвою «Хелен», чоловік головної героїні мав ім'я Річард. Через абсолютно російський менталітет сценарію стрічки місце дії вирішили перенести в Росію. Невдовзі після прочитання перших сторінок сценарію Данґі надіслав Звягінцеву близько 20 сторінок з зауваженнями. Ознайомившись з ними, режисер зрозумів, що історія із створенням проекту може надовго затягнутися, вибачився та весною 2009 року залишив склад зацікавлених в ньому.
З травня по серпень того ж року Звягінцев шукав тих, хто змогли б фінансувати стрічку. Тоді ж режисер познайомився з продюсером Олександром Роднянським, який, прочитавши сценарій, повідомив про початок знімального процесу. Весь вересень Нєгін та Звягінцев по 10 годин на добу, не виходячи із студійного підвалу, виправляли сценарій. Цікаво те, що ще до початку зйомок стрічка отримала премію за найкращу сценарну розробку на фестивалі незалежного кіно «Санденс».
Назву фільму обрали не одразу, розглядалися всі можливі варіанти: від «Нашестя варварів» (по аналогії з однойменним фільмом Дені Аркана) до «Грошей» (назва останнього фільму Брессона).

### Добір акторів
В ролі Олени Звягінцев майже з самого початку бачив театральну акторку Надію Маркіну, яку в середині 90-х він побачив в спектаклі Сергія Женовача «Король лір», в якому вона грала роль Регани. Не зважаючи на бажання режисера взяти на роль Маркіну, члени знімальної групи передивилися багатьох акторів, перш ніж Надію затвердили на роль. Звягінцев висловлювався про акторку так:
Звягінцев довго шукав актора на роль Володимира. Кастинг прохожили 70-річні чоловіки, однак кожен з них не задовольняв режисера, який бачив в їхніх обличчях приреченість, а був потрібним «чоловік-сонце, саме життя». Ним виявився режисер Андрій Смірнов, в якому Звягінцев побачив ознаки вітальності.
«Смірнов дуже живий, широко освічена людина, молодчина, легко розмовляє французькою та англійською мовами, внутрішньо пластичний і тому живий та активний. Для мене він був камертоном, він визначав градус акторського існування в кадрі, ніби налаштовував своїх колег», — говорив режисер. В перший же день зйомок Смірнов влаштував скандал з приводу того, що йому не сподобалося пальто, в яке був одягнутий його герой. За словами самого актора, пізніше він знайшов спільну мову з художницею по костюмам; це був не скандал, а всього лише пошук грані дорогих речей.
Роль Катерини, дочки Володимира, зіграла Олена Лядова, на яку режисер не покладав великих надій до початку проб. Як тільки вона з'явилася на знімальному майданчику, Звягінцев одразу ж побачив наскільки акторка збігається зі своїм персонажем. Пізніше Лядова зізналась, що працювати зі Звягінцевим було приємно: «Атмосферу на майданчику режисер створив хорошу. Андрій Сергійович виступив прекрасним партнером. Сценарист написав чудовий діалог. Диво-оператор все зафільмував. Що ще потрібно? Вийшло швидко та легко. Не в муках, ні».

### Зйомки
У вересні 2009 року режисер заявив про початок знімального процесу, до роботи підключився оператор Михайло Крічман та художник-постановник Андрій Панкратов. Безпосередні зйомки розпочалися 9 квітня 2010 року. Зйомки повністю проводилися в Москві:
- апартаменти підприємця Володимира — Остоженка, Молочний провулок, будинок 2 (ЖК «Нова Остоженка»).
- Після відвідин банку Олена їде на маршрутці № 356М (Білоруський вокзал — Базівська вулиця).
- Потім Олена опиняється біля Павелецького шляхопроводу на Варшавському шосе. Там повз неї проїжджає трамвай з бортовим номером 4291, що належить Жовтневому трамвайному депо.

## Прем'єрні покази
Інформація надана сайтом IMDb:
 Франція — 21 травня 2011 (64-й Каннський кінофестиваль)

 Росія — 24 червня 2011 (33-й Московський міжнародний кінофестиваль)

 Франція — 27 серпня 2011 (Кінофестиваль в Гінду)

 Канада — 8 вересня 2011 (Кінофестиваль в Торонто)

 Фінляндія — 15 вересня 2011 (Кінофестиваль в Хельсінкі)

 Росія — 29 вересня 2011 (широкий прокат)

 Бельгія — 17 жовтня 2011 (Гентський міжнародний кінофестиваль)

 Бразилія — 21 жовтня 2011 (Міжнародний кінофестиваль в Сан-Пауло)

 Франція — 6 листопада 2011 (Кінофестиваль в Аррасі)

 Греція — 7 листопада 2011 (Міжнародний кінофестиваль в Салоніках)

 Мексика — 16 листопада 2011 (Міжнародний кінофестиваль в Мехіко)

 Франція — 16 грудня 2011 (Міжнародний кінофестиваль в Лез Арк)

 Угорщина — 22 грудня 2011 (широкий прокат)

 США — 21 січня 2012 (Кінофестиваль «Санденс»)

 Велика Британія — 18 лютого 2012 (Кінофестиваль в Глазго)

 Франція — 7 березня 2012 (широкий прокат)

 Греція — 8 березня 2012 (широкий прокат)

 Бельгія — 21 березня 2012 (широкий прокат)

 Польща — 23 березня 2012 (широкий прокат)

 Норвегія — 20 квітня 2012 (широкий прокат)

 Швеція — 4 травня 2012 (широкий прокат)

 США — 16 травня 2012 (широкий прокат)

 Австралія — 21 червня 2012 (широкий прокат)

 Колумбія — 7 грудня 2012 (широкий прокат)